# Моріорі

архіпелаг Чатем

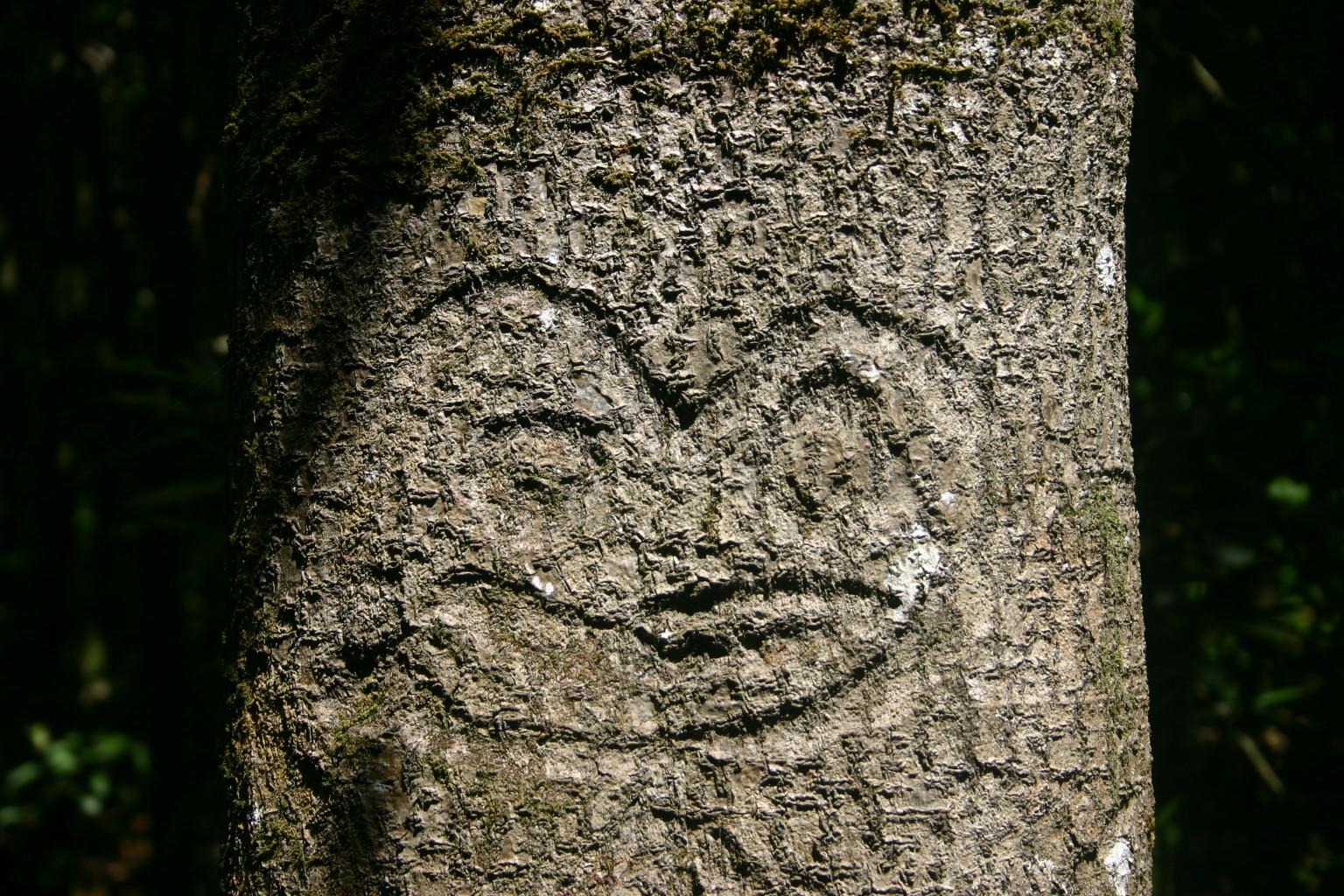
Вирізані на деревах дендрогліфи моріорі

Моріорі — тубільці, що колись населяли острови архіпелагу Чатем, Нова Зеландія.
Прийнято вважати, що останній чистокровний моріорі (Томмі Соломон) помер в 1933 році, проте багато спадкоємців зі змішаних шлюбів продовжують вважати себе моріорі і підтримують культуру, мову і традиції народу. У світлі досліджень останніх років моріорі прийнято вважати одним з племен новозеландських маорі. За даними перепису населення 2013 року, у Новій Зеландії проживає 738 моріорі, 36 — на островах Чатем та 702 у Новій Зеландії.

## Походження
Вперше європейці зіткнулися з моріорі в 1791 році, коли британська експедиція на чолі з Джорджем Ванкувером відкрила острови Чатем. Згідно з першими описами, моріорі мали набагато примітивнішу культуру, ніж маорі та інші народи Полінезії, а також відрізнялися темною шкірою, проте говорили на мові полінезійської родини.
Протягом довгого часу існувало дві основні версії походження народу моріорі. Перші європейські дослідники припускали, що моріорі є представниками меланезійської групи народів. Інша частина дослідників вважала, ґрунтуючись на національних легендах, що моріорі є представниками полінезійської групи народів, котрі самостійно мігрували з тихоокеанських островів на острови архіпелагу Чатем приблизно в V столітті. Самі моріорі розповідали про те, що походять від легендарного вождя Ронгамаіфенуа, який приплив на Чатем зі Східної Полінезії, а його брат Ронгамаітере вирушив на землю Аотеа (вважають, що під цим словом мається на увазі Нова Зеландія, яку аборигени-маорі називали Аотеароа). В іншому варіанті міфу маорі самі приплили з Аотеа.
Однак дослідження початку ХХІ століття спростовують цю точку зору і визнають предками моріорі нащадків одного з племен маорі, що переселилися з Південного острова Нової Зеландії на острови Чатем і ізольовано розвивалися протягом декількох століть. Доказом тому є близькість говірки моріорі до діалекту мови маорі племені Ngāi Tahu новозеландського Південного острова, а також зіставлення родоводів моріорі («хокопапа») та маорі («Факапапа»). Сучасні дослідження показують, що предки моріорі переселилися з Нової Зеландії на острови Чатем наприкінці XIV століття.
Слово «моріорі» походить від праполінезійської * ma(a)qoli , яке по реконструкції має значення «істинний, справжній». Це споріднено слову «маорі» і, ймовірно, також мало значення «звичайні люди».

## Адаптація до умов архіпелагу Чатем
Перші переселенці потрапили в умови, що різко відрізняються від звичних їм умов існування на новозеландських островах Північний та Південний, оскільки на прохолодному, з високим рівнем вологості, архіпелазі Чатем було неможливо вирощувати більшість відомих тоді полинезійцям сільськогосподарських культур. Тому основним і майже єдиним джерелом харчування першопоселенців на остравах Чатем та Пітт стали продукти моря — риба, м'ясо і жир морських тварин і птахів. Труднощі збереження народу та проблеми виживання його представників в умовах малих територій і обмеженості природних запасів стали основою для створення моріорі суспільства мисливців та збирачів як організаційного принципу самоврядування.
Обмеженість населення викликала введення моріорі культурних заборон на канібалізм, що був частиною традицій їхніх предків — маорі. Спроба зберегти свій народ викликала введення культурних і релігійних заборон на ведення воєн. Пацифізм як ідеологія був сформульований легендарним вождем моріорі Нунуку-венуа. Оголошена ним заборона на насильство і канібалізм була така:
Заборона на війну супроводжувалася страшним прокляттям:
Пацифістська ідеологія ненасильства запобігла згубним міжусобним війнам і забезпечила мирний розвиток дев'яти племен моріорі (Hamata, Wheteina, Eitara, Etiao, Harua, Makao, Matanga, Poutama і Rauru) протягом 24 поколінь. Проте заповіти Nunuku, які тлумачать як божественний закон, морально роззброїли моріорі перед обличчям вторгнення маорі на початку XIX століття і привели до майже повного зникнення цього народу, винищеного загарбниками.
З метою обмеження чисельності населення в умовах вкрай обмеженої продовольчої бази, моріорі вдавалися до кастрації деякої частини хлопчиків у дитячому віці.

## Період європейського освоєння
Перші європейці висадилися на береги острова Чатем 29 листопада 1791 року, і архіпелаг був проголошений територією Великої Британії. Незабаром на островах з'явилися і почали вести активну діяльність європейські китобої та мисливці на морського звіра. За різними оцінками, в цей час в результаті появи нових інфекційних хвороб померло від 10 % до 20 % моріорі. На острови після 1810-х років прибули також перші поселенці маорі, які створили своє поселення Wharekauri, назва якого стала маорійською назвою архіпелагу Чатем.

## Маорійське завоювання і геноцид
Найтрагічнішою сторінкою історії народу моріорі стало вторгнення на острови маорійських племен Нгаті-мутунга та Нгаті-тама. Вони походили з області Таранакі новозеландського Північного острова, але прибули з району Веллінгтона, куди були витіснені в ході мушкетних воєн. Втративши свої споконвічні землі під натиском сильніших племен, вони вирішили захопити острови Чатем і зробити їх своїм володінням.
19 листопада 1835 року на острів Чатем на захопленому британському бригу Lord Rodney прибув перший загін у 500 воїнів маорі. В очікуванні другої партії воїнів, маорі з Lord Rodney, щоб залякати моріорі, вбили 12-річну дівчинку і повісили її тіло на щоглі. 5 грудня 1835 прибув другий корабель з 400 воїнами на борту. Після цього загони воїнів маорі, озброєні рушницями, бойовими палицями і томагавками, почали без запрошення чи дозволу місцевих жителів обходити території островів і захоплювати землі моріорі. Прибулі загарбники оголосили себе господарями всіх земель, а тубільців — своїми підданими.
Щоб обговорити складне становище, що склалося, моріорі зібрали раду всіх племен у поселенні Те-Апаватікі. Знаючи про схильність маорі до вбивств і канібалізму, молоді моріорі і деякі старійшини наполягали на вчиненні опору загарбникам, заявляючи, що пацифістські принципи Нунуку більш не відповідають вимогам дня. Однак верховні вожді Тапатіо і Торі категорично відкинули їхні вимоги, заявивши, що заповіти Нунуку не є законом, який може бути скасований в залежності від тієї чи іншої ситуації, а є непорушним моральним імперативом.
Коли моріорі відмовилися підкоритися загарбникам, не вдаючись при цьому до насильства, маорі влаштували нещадну різанину тубільців. Вони вбили більшу частину моріорі і захопили все їхнє майно і землі. Моріорі, що мали культурну заборону протягом багатьох століть на ведення воєн і не мали військових традицій і організації, стали легкою здобиччю для нападників, тим більше прибульці мали чисельну перевагу і вогнепальну зброю. Загарбники піддали народ моріорі справжньому геноциду, про що згадували виживші моріорі: «Маорі почали вбивати нас, як овець… Ми були в жаху і бігли в чагарники, ховалися в ущелинах, хто де, щоб сховатися від вбивць. Ніде не було порятунку, нас знаходили і вбивали всіх підряд — чоловіків, жінок і дітей без розбору». Близько 300 моріорі були ритуально зарізані і з'їдені воїнами маорі. Маорійський завойовник згодом розповідав: «Ми вступили у володіння відповідно до наших звичаїв і зловили всіх. Жоден з них не втік. Тікаючих ми вбили, деяких інших теж, але що з того? Це було відповідно до нашого звичаю!» Усі моріорі, що залишилися живими, були звернені в рабство і стали власністю племен Нгаті-мутунга і Нгаті-тама.
Щоб вселити острів'янам жах, маорійські поневолювачі піддали ритуальній страті кожного десятого моріорі, залишивши їх зв'язаними вмирати болісною смертю від спеки на пляжі протягом декількох днів. Загарбники також заборонили моріорі говорити своєю рідною мовою. Щоб принизити моріорі і зломити їх морально, загарбники змусили їх осквернити власні священні місця, змусивши їх там мочитися і випорожнюватися. Через це багато моріорі вмирали від «конгенге» (відчаю), а інші кінчали життя самогубством.
Дослідник Ернст Диффенбах, який відвідав у 1840-х роках острови Чатем на кораблі Новозеландської компанії, повідомляв, що моріорі перебували в тяжкому рабстві в маорі і зазнавали таких жорстоких знущань, що порівняно з ними смерть була благословенням.
Маорійські завойовники заборонили своїм моріорійським рабам вступати в шлюб між собою, а моріорійським жінкам мати дітей від чоловіків-моріорі. Маорійські загарбники ґвалтували жінок-моріорі, і багато з них були змушені народжувати дітей від своїх господарів-маорі. Лише невелика кількість жінок-моріорі змогли створити сім'ї з чоловіками з моріорі або європейців. Деякі жінки-моріорі були вивезені завойовниками і ніколи не повернулися на батьківщину. Прийнято вважати, що до 1862 року із загальної відомої максимальної кількості у 2000 осіб в живих залишався лише 101 представник народу моріорі, що становить лише 5 % їхньої первісної чисельності.

## Звільнення від маорійського рабства
У 1843 році на Чатем прибула група німецьких місіонерів моравської церкви, що змішалися з залишками моріорі.
Тільки в 1863 році моріорі були офіційно звільнені з рабства й стали повноправними громадянами своєї країни. У 1870 році, незважаючи на те, що основна частина загарбників-маорі вже покинула острови архіпелагу, маорійський земельний суд визнав за племенами Нгаті-мутунга і Нгаті-танга права на основні частини земель острова Чатем. Це стало ще однією з причин, на цей раз економічною, яка відбилася на самій можливості існування народу моріорі.

## Сучасна громада моріорі
За переписом 2013 року, на островах Чатем проживають 36 моріорі, а переважна більшість проживають у Новій Зеландії — 354 на Північному острові та 348 — на Південному.
Громада моріорі, організована як Hokotehi Moriori Trust, отримала визнання з боку Британської корони й уряду Нової Зеландії в частині своїх претензій до цих установ у період беззаконня і гноблення. Уряд Нової Зеландії вжив низку заходів для компенсації злочинів, здійснених щодо моріорі в минулому. Зокрема, моріорі визнані корінним населенням островів Чатем (Rekohu, в перекладі з мови моріорі — Затуманене Сонце). Водночас при цьому уряд також визнав маорійське плем'я Ngāti Mutunga таким, що має статус тубільців архіпелагу Чатем за правом понад 160-річного проживання на цій території.
Населення островів Чатем за переписом 2013 року становить 600 осіб, у тому числі 264 осіб європейського походження та 336 нащадків тубільців, включно з членами обох етнічних груп — маорі і моріорі. У січні 2005 року громада моріорі відсвяткувала відкриття нового Копінга Марае (Молитовний будинок).
Сучасні нащадки маорі, завойовників 1835 року, на їхню вимогу отримали свою частку в родових квотах на право рибальства у водах архіпелагу Чатем. Зараз, після визнання корінним населенням, моріорі, будучи визнані ранішою за маорі етнічною групою, незважаючи на заперечення деяких Ngati Mutunga, також отримали свою квоту на право рибальства.